# Herminia tarsicristalis
Herminia tarsicristalis är en fjärilsart som beskrevs av Herrich-Schäffer 1851. Herminia tarsicristalis ingår i släktet Herminia och familjen nattflyn. Inga underarter finns listade i Catalogue of Life.